# 路西法 (電視劇)
《魔鬼神探》（英語：Lucifer）是一部於Fox播出的美國電視劇。該劇定於2016年1月25日首播。改編自尼爾·蓋曼的漫畫系列《睡魔》的分拆外傳《路西法》，由麥可·凱利所著、DC漫畫旗下的Vertigo出版。
2016年4月，Fox續訂第二季，並於2016年9月19日首播；2016年10月31日第二季更是受到Fox二十二集的全季預定。2017年2月13日，Fox宣布續訂第三季共二十二集。然而在2017年3月時，該劇被宣布在第二季會移除最後四集，移到第三季播放，這代表第二季只會有十八集。第三季於2017年10月2日播出。2018年5月11日，Fox在三季後取消本劇。 Fox於2018年5月28日連續播出原先要放在第四季的其餘兩集，最後一集的旁白(上帝)由《睡魔》的作者尼爾‧蓋曼擔任。2018年6月15日，Netflix宣佈接手此劇並將拍攝第四季。第四季已於2019年5月8日在Netflix上播出，共十集。2019年6月6日，Netflix續訂第五季。2019年7月26日宣布第五季將有十六集。 2020年6月23日證實Netflix續訂第六季，也是最後一季（第六季設有十集）。第五季部份A（八集）已於2020年8月21日在Netflix上播出。第五季部分B於2021年5月28日在Netflix播出。
第六季於2021年9月10日播出。

## 劇情
地獄之主路西法因感到厭倦和不滿而擅自從王位退位，退休後的他至人間的洛杉磯開設酒吧並幫助當地警局解決犯罪、懲罰罪犯。

## 演員
| 演員                | 角色                      | 粵語配音C(S.1-3)        | 季度            | 季度            | 季度            | 季度            | 季度            | 季度            | 演出 集數 |
| 演員                | 角色                      | 粵語配音C(S.1-3)        | 1               | 2               | 3               | 4               | 5               | 6               | 演出 集數 |
| ------------------- | ------------------------- | ----------------------- | --------------- | --------------- | --------------- | --------------- | --------------- | --------------- | --------- |
| 湯姆·艾利斯         | 路西法·晨星               | 陳欣                    | 主演            | 主演            | 主演            | 主演            | 主演            | 主演            | 93        |
| 湯姆·艾利斯         | 米迦勒                    | N/A                     | Does not appear | Does not appear | Does not appear | Does not appear | 主演            | 客串            | 93        |
| 勞倫·日爾曼         | 克蘿伊·戴克               | 曾秀清                  | 主演            | 主演            | 主演            | 主演            | 主演            | 主演            | 93        |
| 凱文·阿歷詹卓       | 丹尼爾·艾斯皮諾薩         | 蘇強文 黃啟昌(代配)     | 主演            | 主演            | 主演            | 主演            | 主演            | 主演            | 93        |
| D·B·伍德賽德        | 阿曼納迪爾                | 雷霆                    | 主演            | 主演            | 主演            | 主演            | 主演            | 主演            | 93        |
| 萊斯利-安·勃蘭特    | 麥澤金(麥茲)              | 鄭麗麗                  | 主演            | 主演            | 主演            | 主演            | 主演            | 主演            | 93        |
| 斯嘉麗·艾斯特维兹   | 碧翠絲(翠絲)              | 廖杏茵                  | 主演            | 主演            | 主演            | 主演            | 主演            | 主演            | 76        |
| 拉琪兒·哈里斯       | 琳達·馬汀                 | 許盈(S.1) 謝潔貞(S.2-3) | 主演            | 主演            | 主演            | 主演            | 主演            | 主演            | 93        |
| 凱文·蘭金           | 麥爾坎·葛蘭姆             | 蕭徽勇                  | 主演            | Does not appear | Does not appear | Does not appear | Does not appear | Does not appear | 7         |
| 翠西亞·海爾弗       | 夏洛特·理察斯             | 陸惠玲                  | Does not appear | 主演            | 主演            | Does not appear | Does not appear | Does not appear | 47        |
| 翠西亞·海爾弗       | 「媽媽」/ 女神            | N/A                     | Does not appear | 主演            | Does not appear | Does not appear | 客串            | Does not appear | 47        |
| 翠西亞·海爾弗       | 雪莉·蒙羅                 | N/A                     | Does not appear | Does not appear | Does not appear | Does not appear | 客串            | Does not appear | 47        |
| 埃蜜·加西亞         | 艾拉·羅培茲               | 詹健兒                  | Does not appear | 主演            | 主演            | 主演            | 主演            | 主演            | 80        |
| 湯姆·威靈           | 馬庫斯‧皮爾斯             | 蕭徽勇                  | Does not appear | Does not appear | 主演            | Does not appear | Does not appear | Does not appear | 22        |
| 胤芭·拉威           | 夏娃                      | N/A                     | Does not appear | Does not appear | Does not appear | 主演            | 常設            | 常設            | 14        |
| 葛拉罕·麥克塔維什   | 金利神父                  | N/A                     | Does not appear | Does not appear | Does not appear | 常設            | Does not appear | Does not appear | 6         |
| 葛拉罕·麥克塔維什   | 德羅莫斯                  | N/A                     | Does not appear | Does not appear | Does not appear | 常設            | Does not appear | Does not appear | 6         |
| 布莉安娜·海德布蘭德 | 羅莉                      | N/A                     | Does not appear | Does not appear | Does not appear | Does not appear | Does not appear | 主演            | 10        |
| 斯科特·波特         | 卡羅·寇貝特 Carol Corbett | N/A                     | Does not appear | Does not appear | Does not appear | Does not appear | 客串            | 常設            | 6         |

### 主要角色
| 演員                | 角色                                          | 備註 |
| 湯姆·艾利斯         | 路西法·晨星 Lucifer Morningstar               | 地獄之王，前身為薩麥爾。由於厭倦了地獄的生活而退休到人間生活，在人間除了經營自己的夜店「金光（Lux）」外，同時亦擔任洛杉磯警察局（LAPD）的諮詢顧問。 他毫不避諱地告訴人們他身為魔王的事實，但很少人會當真。他是墮落天使，擁有刀槍不入之身、超人的力氣與速度等超能力，此外，他還能讓人不自覺地吐露心中最深沉的欲望。大多數人都無法抵抗他的魅力。                                                                       |
| 莱斯利-安·勃兰特    | 麥澤金(麥茲) Mazikeen "Maze"                  | 路西法的知己，莉莉斯的後裔。她跟隨路西法從地獄來到人間，並在Lux擔任調酒師以及保鑣。 第二季中，她成為一名賞金獵人，並試圖在人間找到適合自己的定位。目前與克洛伊母女住在一起。 她對於琳達與阿曼納迪爾交往一事極為不諒解，與琳達之間的友情徹底決裂，也受夠了克洛伊母女而搬出租屋處。後期因請求路西法帶她回地獄未果，轉而向馬庫斯聯手。                                                                                  |
| 勞倫·日爾曼         | 克洛伊·戴克 Chloe Decker                      | 女主角，洛杉磯警察局的兇殺案警探。因為對路西法的魅力免疫使之對她產生極大的興趣，並成為她的搭檔以及警局的諮詢顧問。只要她待在路西法身邊，他對於實質的攻擊就會變得脆弱，還會受傷流血。 第二季中，路西法得知他與克洛伊的相遇其實都是天父的刻意安排。為此，路西法消失於她的生活中幾個月，因為他不想被父親控制，一方面也是保護她。                                                                                        |
| 凱文·阿歷詹卓       | 丹尼爾·“丹”·艾斯皮諾薩 Daniel "Dan" Espinoza  | 洛杉磯警察局的兇殺案警探和克洛伊的前夫。他因為路西法與克洛伊母女之間的友好關係而對看彼此不順眼。路西法常叫他『人渣』(Douche)或『人渣警探』(Detective Douche)。在多次「不得已」的合作後了解路西法為人，並得知路西法多次保護克洛伊後，盡釋前嫌友好，多次與路西法搭檔合作查案。在第五季B部分時被米迦勒的僱傭兵殺死。 |
| 瑞秋·哈里斯         | 琳達·馬汀 Linda Martin                        | 路西法的心理醫師，她協助路西法處理情緒以及個人問題，並且試圖讓他敞開心胸、認識真正自我。一開始她以為路西法只是以宗教上的比喻來描述自己的情況，但在後來的一次治療中，她知道路西法的真實身分。 曾因和阿曼納迪爾的交往而與麥茲決裂，後和好。 |
| D·B·伍德賽德        | 阿曼納迪爾 Amenadiel                          | 黑翼天使，路西法的哥哥，也是所有手足年紀最年長的。他一開始到洛杉磯是想說服路西法回到地獄。與路西法不同，他總是聽從上帝的吩咐，曾經到人間賜福無法生育的戴克夫妻。第一季化名為『迦南』的心理治療師，企圖從琳達·馬汀身上獲取路西法的消息。後期漸漸失去天使的能力，便與母親聯手試圖要讓路西法帶他們一起回天堂。 |
| 史嘉蕾·埃斯特韋斯   | 翠絲 Trixie Espinoza                          | 克洛伊的女兒，與路西法相識結成好友，尤其與麥茲更為要好。 |
| 翠西亞·海爾弗       | 女神 Goddess 夏洛特·理察斯 Charlotte Richards | 路西法與阿曼納迪爾從地獄逃出來的母親，也是被上帝放逐的妻子。她常被形容為『萬物之母』，但她的真實姓名與本性尚未透露。她因為對人間造成鼠疫與洪水而被處終身監禁。從地獄逃出後，她附在一個被謀殺、名為『夏洛特·理察斯』的律師身上。 第三季因女神離開，靈魂得以從地獄返回。對於待在地獄時的記憶充滿恐懼。也因為記憶缺失以及現實生活的一片混亂，而求助琳達醫生的幫忙。後期開始與洛杉磯警局配合，並與丹有著更進一步的關係。 |
| 埃蜜·加西亞         | 艾拉·羅培茲 Ella Lopez                        | 洛杉磯警局的法醫，常協助克洛伊和路西法辦案。她來自底特律，生長在有四個哥哥的家庭。 |
| 湯姆‧威靈           | 馬庫斯‧皮爾斯 Marcus Pierce                   | 克洛伊、丹及艾拉的新頂頭上司。 真實身份為「該隱（Cain）」，為了除去身上的永生詛咒，與路西法達成交易。但在經歷亞伯一事之後，因路西法單方面解除交易，而暫時放棄尋求能夠殺死自己的方法。 |
| 胤芭·拉威           | 夏娃 Eve                                      | 一位危險又迷人的女子，在與亞當度過一場漫長的歲月後，她開始懷念起當初帶給她甜蜜、火熱回憶的初戀，路西法，而偷偷從天堂跑來人間。 |
| 布莉安娜·海德布蘭德 | 羅莉 Rory                                     | 路西法和克洛伊來自未來的女兒。 |

### 其他角色
| 演員                                 | 角色                                   | 備註 |
| Rebecca De Mornay                    | 潘妮洛普‧戴克 Penelope Decker          | 克洛伊的母親，女演員，路西法常暱稱她為"Mama Decker"。她一手將克洛伊推向演員之路，兩人的關係卻因為一部令人尷尬的電影之後趨向惡化。 路西法形容潘妮洛普是80年代的科幻電影女王，還是她的大粉絲。                            |
| Chris Payne Gilbert 和 Louis Herthum | 約翰‧戴克 John Decker                  | 克洛伊的父親，洛杉磯警局的警察，在克洛伊十九歲時死於一場謀殺。他也是克洛伊想成為警察的原因。 |
| Michael Imperioli                    | 烏列爾 Uriel                           | 阿曼納迪爾與路西法的兄弟。他來到人間的任務是要帶走母親，但實際上是要使用燃劍將母親的存在完全抹除，而這項計謀被路西法發現，還被以此劍殺死。                                                                              |
| Charlyne Yi                          | 亞茲拉爾 Azrael                        | 路西法與阿曼納迪爾的妹妹，死亡天使，燃劍的擁有者。她與路西法非常親近，時常一起捉弄阿曼納迪爾為樂。 在艾拉小時候經歷一場嚴重車禍之後，以鬼魂的身分與她當起了朋友，但由於只有艾拉看得見她，使得艾拉常常被誤認為不太正常。 |
| 葛拉罕·麥克塔維什                    | 金利神父 Father Kinley 德羅莫斯 Dromos | 精神狀況有問題的固執神父，費盡心機要讓地獄之主路西法返回地獄，為此目的不惜謀害他人。 死後被德羅莫斯附身。 |
| Vinessa Vidotto                      | 雷米爾 Remiel                          | 阿曼納迪爾的妹妹，崇拜著自己的兄長，但與兄長傑出的表現相比使她黯然失色。下凡的她試圖要將阿曼納迪爾的孩子帶回天堂。在第五季被米迦勒給殺死。                                                                              |
| 斯科特·波特                          | Carol Corbett                          | 丹生前的好友，洛杉磯警局新任警探。 |

## 集數
| 季數 | 集数 | 集数 | 上線日期      | 上線日期      | 上線日期 |
| 季數 | 集数 | 集数 | 首映          | 季终          | 电视网   |
| ---- | ---- | ---- | ------------- | ------------- | -------- |
| 1    | 13   | 13   | 2016年1月25日 | 2016年4月25日 | Fox      |
| 2    | 18   | 18   | 2016年9月19日 | 2017年5月29日 | Fox      |
| 3    | 26   | 26   | 2017年10月2日 | 2018年5月28日 | Fox      |
| 4    | 10   | 10   | 2019年5月8日  | 2019年5月8日  | Netflix  |
| 5    | 16   | 8    | 2020年8月21日 | 2020年8月21日 | Netflix  |
| 5    | 16   | 8    | 2021年5月28日 | 2021年5月28日 | Netflix  |
| 6    | 10   | 10   | 2021年9月10日 | 2021年9月10日 | Netflix  |

## 相關作品
2019年綠箭宇宙交叉集《無限地球危機》出現湯姆·艾利斯飾演的路西法客串，本劇設定為666號地球（Earth-666）。為了找回綠箭俠的靈魂，約翰·康斯坦汀一行人來到666號地球要求路西法幫忙。

## 批评
2015年5月28日，美國家庭協會（AFA）網站“百萬媽媽”發起請願，要求阻止該劇的播出。請願書稱該劇“將撒旦美化為一個有愛心、討人喜歡的角色”。

## 播放電視台

### 香港
| 香港無綫電視明珠台 星期一 22:40-23:35 · 2月27日暫停播映 | 香港無綫電視明珠台 星期一 22:40-23:35 · 2月27日暫停播映 | 香港無綫電視明珠台 星期一 22:40-23:35 · 2月27日暫停播映 |
| ------------------------------------------------------- | ------------------------------------------------------- | ------------------------------------------------------- |
|                                                         | 魔鬼神探（第一季） （2017.01.09 - 2017.04.10）          |                                                         |
| 火時速 （2016.10.03 - 2017.01.02）                      | 逃（第五季） （2017.04.17 - 2017.06.12）                |                                                         |
| 星期一 22:40-23:35                                      |                                                         |                                                         |
| 新福爾摩斯（第四季） （2016.06.19 - 2017.07.03）        | 魔鬼神探（第二季） （2017.07.10 - 2017.11.06）          | 枕邊大話王 （2017.11.13 - 2018.01.15）                  |
| 枕邊大話王 （2017.11.13 - 2018.01.15）                  | 魔鬼神探（第三季） （2018.01.22 - 2018.07.30）          | X檔案（第十一季） （2018.08.06 - 2018.10.08）           |

## 外部連結
- 官方网站
- 在Netflix上觀看《魔鬼神探》
- 互联网电影数据库（IMDb）上《路西法》的资料（英文）